# Seznam svazů travinné a keříčkové vegetace v Česku
Seznam svazů travinné a keříčkové vegetace v Česku je zpracován (včetně pojetí syntaxonů) dle publikace Chytrý a kol. (2007) a představuje přehled svazů (typů rostlinných společenstev) řazených do travinné a keříčkové vegetace na území Česka.
Přehled je zpracován pomocí fytocenologických jednotek hlavní úrovně (ranku), kdy nejnižší hlavní jednotkou je asociace, jí nadřazený je pak svaz, nad svazem je řád (pro zjednodušení nejsou zde řády uvedeny) a nejvyšší jednotkou je třída. Vědecký název syntaxonu se řídí podle závazných pravidel, která jsou uvedena v mezinárodním kódu fytocenologické nomenklatury. Český název je pak pouze co nejstručnější a zároveň nejvýstižnějším popisem této vegetace a nepodléhá takovým závazným pravidlům. Celý tento seznam se ovšem vztahuje pouze na území České republiky. Proto zde uvedené třídy (nebo jiné jednotky) mají často další podřazené syntaxony, které zde nejsou uvedeny, protože se vyskytují pouze mimo ČR.

## TřídaCrypsietea aculeatae–Vegetace jednoletých halofilních travin
| Fotografie | Český název                                | Odborný název                    | Galerie na Commons                                           | Asociace v rámci tohoto svazu                                                                                            |
| ---------- | ------------------------------------------ | -------------------------------- | ------------------------------------------------------------ | --- |
|            | Slaniska s jednoletými halofilními travami | svaz Cypero-Spergularion salinae | Kategorie „Cypero-Spergularion salinae“ na Wikimedia Commons | - Crypsietum aculeatae – Slaniska se skrytěnkou bodlinatou - Heleochloëtum schoenoidis – Slaniska s bahenkou šášinovitou |

## TřídaThero-Salicornietea strictae–Vegetace jednoletých sukulentních halofytů
| Fotografie | Český název                                               | Odborný název               | Galerie na Commons                                      | Asociace v rámci tohoto svazu                                                                                          |
| ---------- | --------------------------------------------------------- | --------------------------- | ------------------------------------------------------- | --- |
|            | Vnitrozemská slaniska s jednoletými sukulentními halofyty | svaz Salicornion prostratae | Kategorie „Salicornion prostratae“ na Wikimedia Commons | - Salicornietum prostratae – Slanorožcová slaniska - Spergulario marginatae-Suaedetum prostratae – Solničková slaniska |

## TřídaFestuco-Puccinellietea–Slaniskové trávníky
| Fotografie | Český název                           | Odborný název             | Galerie na Commons                                     | Asociace v rámci tohoto svazu |
| ---------- | ------------------------------------- | ------------------------- | ------------------------------------------------------ | --- |
|            | Vysychavé slaniskové trávníky         | svaz Puccinellion limosae | Kategorie „Puccinellion limosae “ na Wikimedia Commons | - Puccinellietum limosae – Zblochancová slaniska |
|            | Mezofilní a vlhké slaniskové trávníky | svaz Juncion gerardii     | Kategorie „Juncion gerardii “ na Wikimedia Commons     | - Scorzonero parviflorae-Juncetum gerardii – Slané trávníky se sítinou Gérardovou - Loto tenuis-Potentilletum anserinae – Slané mochnové trávníky - Agrostio stoloniferae-Juncetum ranarii – Slaniska s ostřicí žitnou |

## TřídaMolinio-Arrhenatheretea–Louky a mezofilní pastviny
| Fotografie | Český název                               | Odborný název                                  | Galerie na Commons                                                          | Asociace v rámci tohoto svazu |
| ---------- | ----------------------------------------- | ---------------------------------------------- | --------------------------------------------------------------------------- | --- |
|            | Mezofilní ovsíkové a kostřavové louky     | svaz Arrhenatherion elatioris                  | Kategorie „Arrhenatherion elatioris “ na Wikimedia Commons                  | - Pastinaco sativae-Arrhenatheretum elatioris – Eutrofní ovsíkové louky - Ranunculo bulbosi-Arrhenatheretum elatioris – Suché ovsíkové louky - Poo-Trisetetum flavescentis – Podhorské kostřavovo-trojštětové louky - Potentillo albae-Festucetum rubrae – Kostřavové louky s mochnou bílou |
|            | Horské trojštětové louky                  | svaz Polygono bistortae-Trisetion flavescentis | Kategorie „Polygono bistortae-Trisetion flavescentis “ na Wikimedia Commons | - Geranio sylvatici-Trisetetum flavescentis – Horské trojštětové louky s kakostem lesním - Melandrio rubri-Phleetum alpini – Horské knotovkové louky - Meo athamantici-Festucetum rubrae – Horské koprníkové louky |
|            | Poháňkové pastviny a sešlapávané trávníky | svaz Cynosurion cristati                       | Kategorie „Cynosurion cristati“ na Wikimedia Commons                        | - Lolio perennis-Cynosuretum cristati – Jílkové pastviny - Anthoxantho odorati-Agrostietum tenuis – Karpatské psinečkové pastviny - Lolietum perennis – Vytrvalá travinná vegetace sešlapávaných míst - Prunello vulgaris-Ranunculetum repentis – Vegetace lesních cest - Alchemillo hybridae-Poëtum supinae – Vegetace sešlapávaných míst s lipnicí nízkou |
|            | Střídavě vlhké bezkolencové louky         | svaz Molinion caeruleae                        | Kategorie „Molinion caeruleae “ na Wikimedia Commons                        | - Molinietum caeruleae – Bazifilní bezkolencové louky - Junco effusi-Molinietum caeruleae – Acidofilní bezkolencové louky |
|            | Nížinné aluviální louky                   | svaz Deschampsion cespitosae                   | Kategorie „Deschampsion cespitosae “ na Wikimedia Commons                   | - Poo trivialis-Alopecuretum pratensis – Aluviální psárkové louky - Holcetum lanati – Vlhké medyňkové louky - Lathyro palustris-Gratioletum officinalis – Vlhké kontinentální zaplavované louky - Cnidio dubii-Deschampsietum cespitosae – Vysychavé kontinentální zaplavované louky - Scutellario hastifoliae-Veronicetum longifoliae – Vysokobylinné kontinentální louky |
|            | Vlhké pcháčové louky                      | svaz Calthion palustris                        | Kategorie „Calthion palustris “ na Wikimedia Commons                        | - Angelico sylvestris-Cirsietum oleracei – Vlhké louky s pcháčem zelinným - Cirsietum rivularis – Karpatské vlhké louky s pcháčem potočním - Angelico sylvestris-Cirsietum palustris – Acidofilní vlhké louky s pcháčem bahenním - Crepido paludosae-Juncetum acutiflori – Subatlantské acidofilní vlhké louky se sítinou ostrokvětou - Polygono bistortae-Cirsietum heterophylli – Horské vlhké louky s pcháčem různolistým - Chaerophyllo hirsuti-Calthetum palustris – Horské vlhké louky s krabilicí chlupatou - Scirpo sylvatici-Cirsietum cani – Nížinné vlhké louky s pcháčem šedým - Scirpetum sylvatici – Vlhké louky se skřípinou lesní - Caricetum cespitosae – Vlhké louky s ostřicí trsnatou - Scirpo sylvatici-Caricetum brizoidis – Lada vlhkých luk s ostřicí třeslicovitou - Junco inflexi-Menthetum longifoliae – Bazifilní vegetace vlhkých narušovaných půd s mátou dlouholistou - Filipendulo ulmariae-Geranietum palustris – Bazifilní vlhká tužebníková lada s kakostem bahenním - Lysimachio vulgaris-Filipenduletum ulmariae – Vlhká tužebníková lada s vrbinou obecnou - Chaerophyllo hirsuti-Filipenduletum ulmariae – Horská vlhká tužebníková lada s krabilicí chlupatou |

## TřídaCalluno-Ulicetea–Smilkové trávníky a vřesoviště
| Fotografie | Český název                                    | Odborný název                                 | Galerie na Commons                                                         | Asociace v rámci tohoto svazu |
| ---------- | ---------------------------------------------- | --------------------------------------------- | -------------------------------------------------------------------------- | --- |
|            | Subalpínské smilkové trávníky                  | svaz Nardion strictae                         | Kategorie „Nardion strictae“ na Wikimedia Commons                          | - Festuco supinae-Nardetum strictae – Druhově chudé subalpínské smilkové trávníky - Thesio alpini-Nardetum strictae – Druhově bohaté subalpínské smilkové trávníky                                                                       |
|            | Horské smilkové trávníky s alpínskými druhy    | svaz Nardo strictae-Agrostion tenuis          | Kategorie „Nardo strictae-Agrostion tenuis “ na Wikimedia Commons          | - Sileno vulgaris-Nardetum strictae – Smilkové trávníky horského stupně Krkonoš |
|            | Podhorské a horské smilkové trávníky           | svaz Violion caninae                          | Kategorie „Violion caninae “ na Wikimedia Commons                          | - Festuco capillatae-Nardetum strictae – Mezofilní podhorské a horské smilkové trávníky - Campanulo rotundifoliae-Dianthetum deltoidis – Suché podhorské a horské smilkové trávníky                                                      |
|            | Podhorské a horské smilkové trávníky           | svaz Violion caninae                          | Kategorie „Violion caninae “ na Wikimedia Commons                          | - Festuco capillatae-Nardetum strictae – Mezofilní podhorské a horské smilkové trávníky - Campanulo rotundifoliae-Dianthetum deltoidis – Suché podhorské a horské smilkové trávníky                                                      |
|            | Podhorské a horské smilkové trávníky           | svaz Violion caninae                          | Kategorie „Violion caninae “ na Wikimedia Commons                          | - Festuco capillatae-Nardetum strictae – Mezofilní podhorské a horské smilkové trávníky - Campanulo rotundifoliae-Dianthetum deltoidis – Suché podhorské a horské smilkové trávníky                                                      |
|            | Vlhké smilkové louky se sítinou kostrbatou     | svaz Nardo strictae-Juncion squarrosi         | Kategorie „Nardo strictae-Juncion squarrosi “ na Wikimedia Commons         | - Juncetum squarrosi – Vlhké smilkové louky se sítinou kostrbatou |
|            | Suchá vřesoviště nížin a pahorkatin            | svaz Euphorbio cyparissiae-Callunion vulgaris | Kategorie „Euphorbio cyparissiae-Callunion vulgaris “ na Wikimedia Commons | - Euphorbio cyparissiae-Callunetum vulgaris – Suchá vřesoviště nížin a pahorkatin |
|            | Podhorská až subalpínská brusnicová vřesoviště | svaz Genisto pilosae-Vaccinion                | Kategorie „Genisto pilosae-Vaccinion “ na Wikimedia Commons                | - Vaccinio-Callunetum vulgaris – Podhorská a horská brusnicová vřesoviště - Calamagrostio arundinaceae-Vaccinietum myrtilli – Brusnicová vegetace lesního stupně - Festuco supinae-Vaccinietum myrtilli – Subalpínská borůvková vegetace |

## TřídaKoelerio-Corynephoretea–Pionýrská vegetace písčin a mělkých půd
| Fotografie | Český název                                          | Odborný název                                 | Galerie na Commons                                                         | Asociace v rámci tohoto svazu |
| ---------- | ---------------------------------------------------- | --------------------------------------------- | -------------------------------------------------------------------------- | --- |
|            | Otevřené trávníky vátých písků s paličkovcem šedavým | svaz Corynephorion canescentis                | Kategorie „Corynephorion canescentis “ na Wikimedia Commons                | - Airetum praecocis – Jednoletá vegetace písčin s ovsíčkem časným - Vulpietum myuri – Jednoletá vegetace písčin s mrvkou myším ocáskem                                         |
|            | Kostřavové trávníky písčin                           | svaz Armerion elongatae                       | Kategorie „Corynephorion canescentis “ na Wikimedia Commons                | - Sileno otitae-Festucetum brevipilae – Sarmatské kostřavové trávníky písčin - Erysimo diffusi-Agrostietum capillaris – Panonské kostřavové trávníky písčin                    |
|            | Podhorská acidofílní vegetace mělkých půd            | svaz Hyperico perforati-Scleranthion perennis | Kategorie „Hyperico perforati-Scleranthion perennis “ na Wikimedia Commons | - Polytricho piliferi-Scleranthetum perennis – Vegetace skalních výchozů s chmerkem vytrvalým - Jasiono montanae-Festucetum ovinae – Podhorské acidofílní trávníky mělkých půd |
|            | Teplomilná acidofilní vegetace jarních efemér        | svaz Arabidopsion thalianae                   | Kategorie „Arabidopsion thalianae “ na Wikimedia Commons                   | - Festuco-Veronicetum dillenii – Teplomilná acidofilní vegetace efemérních rozrazilů                                                                                           |
|            | Bazifilní vegetace jarních efemér a sukulentů        | svaz Alysso alyssoidis-Sedion                 | Kategorie „Alysso alyssoidis-Sedion “ na Wikimedia Commons                 | - Festuco-Veronicetum dillenii – Teplomilná acidofilní vegetace efemérních rozrazilů                                                                                           |

## TřídaFestucetea vaginatae–Písečné stepi
| Fotografie | Český název            | Odborný název            | Galerie na Commons                                    | Asociace v rámci tohoto svazu           |
| ---------- | ---------------------- | ------------------------ | ----------------------------------------------------- | --------------------------------------- |
|            | Panonské písečné stepi | svaz Festucion vaginatae | Kategorie „Festucion vaginatae “ na Wikimedia Commons | - Diantho serotini-Festucetum vaginatae |

## TřídaFestuco-Brometea–Suché trávníky
| Fotografie | Český název                                 | Odborný název                            | Galerie na Commons                                                    | Asociace v rámci tohoto svazu |
| ---------- | ------------------------------------------- | ---------------------------------------- | --------------------------------------------------------------------- | --- |
|            | Hercynská skalní vegetace s kostřavou sivou | svaz Alysso-Festucion pallentis          | Kategorie „Alysso-Festucion pallentis “ na Wikimedia Commons          | - Festuco pallentis-Aurinietum saxatilis – Tařicová vegetace silikátových skal - Seselio ossei-Festucetum pallentis – Kostřavová egetace středočeských a severočeských minerálně bohatých skal - Sedo albi-Allietum montani – Skalní vegetace s česnekem šerým horským - Helichryso arenariae-Festucetum pallentis – Vegetace silikátových pahorků se smilem písečným |
|            | Panonská skalní vegetace s kostřavou sivou  | svaz Bromo pannonici-Festucion pallentis | Kategorie „Bromo pannonici-Festucion pallentis “ na Wikimedia Commons | - Poo badensis-Festucetum pallentis – Západopanonské skalní stepi na vápenci |
|            | Pěchavové trávníky                          | svaz Diantho lumnitzeri-Seslerion        | Kategorie „Diantho lumnitzeri-Seslerion “ na Wikimedia Commons        | - Carici humilis-Seslerietum caeruleae – Suché hercynské pěchavové trávníky - Minuartio setaceae-Seslerietum caeruleae – Suché perikarpatské pěchavové trávníky - Saxifrago paniculatae-Seslerietum caeruleae – Mezofilní pěchavové trávníky - Asplenio cuneifolii-Seslerietum caeruleae – Pěchavové trávníky na hadci |
|            | Pěchavové trávníky                          | svaz Diantho lumnitzeri-Seslerion        | Kategorie „Diantho lumnitzeri-Seslerion “ na Wikimedia Commons        | - Carici humilis-Seslerietum caeruleae – Suché hercynské pěchavové trávníky - Minuartio setaceae-Seslerietum caeruleae – Suché perikarpatské pěchavové trávníky - Saxifrago paniculatae-Seslerietum caeruleae – Mezofilní pěchavové trávníky - Asplenio cuneifolii-Seslerietum caeruleae – Pěchavové trávníky na hadci |
|            | Úzkolisté suché trávníky                    | svaz Festucion valesiacae                | Kategorie „Festucion valesiacae “ na Wikimedia Commons                | - Festuco valesiacae-Stipetum capillatae – Stepní pastviny s kostřavou walliskou a kavylem vláskovitým - Erysimo crepidifolii-Festucetum valesiacae – Středočeské a severočeské skalní stepi s kostřavou walliskou - Festuco rupicolae-Caricetum humilis – Úzkolisté suché trávníky s kostřavou žlábkatou a ostřicí nízkou - Koelerio macranthae-Stipetum joannis – Stepní vegetace s péřitými kavyly - Stipetum tirsae – Mezofilní stepi s kavylem tenkolistým - Astragalo exscapi-Crambetum tatariae – Narušované panonské sprašové stepi |
|            | Subkontinentální širokolisté suché trávníky | svaz Cirsio-Brachypodion pinnati         | Kategorie „Cirsio-Brachypodion pinnati “ na Wikimedia Commons         | - Scabioso ochroleucae-Brachypodietum pinnati – Širokolisté válečkové trávníky teplých oblastí - Cirsio pannonici-Seslerietum caeruleae – Pěchavové trávníky bílých strání - Polygalo majoris-Brachypodietum pinnati – Panonské širokolisté suché trávníky - Plantagini maritimae-Caricetum flaccae – Suché trávníky s jitrocelem přímořským |
|            | Subatlantské širokolisté suché trávníky     | svaz Bromion erecti                      | Kategorie „Bromion erecti “ na Wikimedia Commons                      | - Carlino acaulis-Brometum erecti – Širokolisté suché trávníky mírně teplých oblastí - Brachypodio pinnati-Molinietum arundinaceae – Bělokarpatské louky |
|            | Acidofilní suché trávníky                   | svaz Koelerio-Phleion phleoidis          | Kategorie „Koelerio-Phleion phleoidis “ na Wikimedia Commons          | - Potentillo heptaphyllae-Festucetum rupicolae – Acidofilní suché trávníky teplých oblastí - Avenulo pratensis-Festucetum valesiacae – Acidofilní suché trávníky s kostřavou walliskou - Viscario vulgaris-Avenuletum pratensis – Acidofilní suché trávníky mírně teplých oblastí |
|            | Suché bylinné lemy                          | svaz Geranion sanguinei                  | Kategorie „Geranion sanguinei “ na Wikimedia Commons                  | - Trifolio alpestris-Geranietum sanguinei – Lemy s kakostem krvavým - Geranio sanguinei-Dictamnetum albae – Lemy s třemdavou bílou - Geranio sanguinei-Peucedanetum cervariae – Lemy se smldníkem jelením |
|            | Mezofilní bylinné lemy                      | svaz Trifolion medii                     | Kategorie „Trifolion medii “ na Wikimedia Commons                     | - Trifolio medii-Agrimonietum eupatoriae – Lemy s jetelem prostředním - Trifolio-Melampyretum nemorosi – Lemy s černýšem hajním |